# AfrAsia Bank Mauritius Open 2015
Het AfrAsia Bank Mauritius Open was een golftoernooi in 2015 dat gewonnen werd door George Coetzee met 13 onder par.

## Algemeen
Het AfrAsia Bank Mauritius Open was het eerste golftoernooi dat voor drie Tours meetelde: de Europese Tour, de Sunshine Tour en de Asian Tour. Het toernooi werd gespeeld van 7 tot en met 10 mei op de Heritage Golf Club op de Domaine de Bel Ombre te Mauritius. De par van de baan was 71.

## Prijzengeld
Het prijzengeld is één miljoen euro. De eerste speler die tijdens ronde 4 een eagle maakt op hole 17, krijgt van een lokale sponsor tevens één miljoen dollar.
Er deden 138 spelers mee, inclusief 40 spelers van iedere Tour. Er deden ook enkele spelers mee die zich kwalificeerden of door de sponsors uitgenodigd werden. De resultaten tellen mee voor de wereldranglijst en de ranglijsten van genoemde drie Tours.

## Verslag
De eerste ronde werd door drie spelers in 65 (-6) slagen gespeeld, waarbij Wang de enige was die geen enkele bogey maakte. Zijn tweede ronde bevatte echter vijf bogeys, waardoor hij +1 scoorde. Olesen, die wegens een handblessure drie maanden niet op de Tour speelde, maakte acht birdies tijdens ronde 1.
Tijdens de tweede ronde werd door Javi Colomo op hole 9 een hole-in-one geslagen. Dit was de eerste keer dat op een toernooi van de gecombineerd Europese PGA Tour, de Aziatische PGA Tour én op de Sunshine Tour iemand een hole-in-one op een par 4 maakte.
In ronde 3 nam George Coetzee, die eerder in dit seizoen het Tshwane Open won, de leiding met een ronde van 65. In de laatste ronde eindigden Coetzee en Olesen samen op de eerste plaats nadat Coetzee op de laatste hole bijna een eagle had gemaakt. Er volgde een play-off op hole 18, een par 5. Beiden maakten een birdie. Opnieuw werd hole 18 gespeeld, Coetzee maakte opnieuw een birdie en won.

## Uitslag[3]
| Naam                | R2D | OWGR | Score R1 | Score R1 | Nr  | Score R2 | Score R2 | Totaal | Nr | Score R3 | Score R3 | Totaal | Nr  | Score R4 | Score R4 | Totaal | Nr  | Play-off |
| ------------------- | --- | ---- | -------- | -------- | --- | -------- | -------- | ------ | -- | -------- | -------- | ------ | --- | -------- | -------- | ------ | --- | -------- |
| George Coetzee      | 16  | 63   | 70       | -1       | T32 | 67       | -4       | -5     | T6 | 65       | -6       | -11    | 1   | 69       | -2       | -13    | T1  | 1        |
| Thorbjørn Olesen    | 205 | 114  | 65       | -6       | T1  | 68       | -3       | -9     | 1  | 70       | -1       | -10    | T2  | 68       | -3       | -13    | T1  |          |
| Mardan Mamat        | =   | 437  | 69       | -2       | T   | 69       | -2       | -4     | T  | 67       | -4       | -8     | 4   | 67       | -4       | -12    | 3   |          |
| Thomas Aiken        | 51  | 147  | 69       | -2       | T21 | 66       | -5       | -7     | T3 | 68       | -3       | -10    | T2  | 70       | -1       | -11    | 4   |          |
| Pelle Edberg        | 187 | 535  | 68       | -3       | T14 | 66       | -5       | -8     | 2  | 74       | +3       | -5     | T11 | 70       | -1       | -6     | T13 |          |
| Matthew Fitzpatrick | 133 | 352  | 68       | -3       | T15 | 67       | -4       | -7     | T3 | 73       | +2       | -5     | T11 | 71       | par      | -5     | T20 |          |
| Carlos Pigem        | 117 | 389  | 65       | -6       | T1  | 72       | +1       | -5     | T6 | 69       | -2       | -7     | T5  | 73       | +2       | -5     | T20 |          |
| Dean Burmester      | =   | 200  | 67       | -4       | T6  | 68       | -3       | -7     | T3 | 71       | par      | -7     | T5  | 73       | +2       | -5     | T20 |          |
| Jeunghun Wang       | =   | 209  | 65       | -6       | T1  | 72       | +1       | -5     | T6 | 76       | +5       | par    | T53 | 75       | +4       | +4     | T67 |          |

| Leider |  | Toernooirecord |  | MC = missed cut = cut gemist |

## Spelers
| - Jaco Ahlers - Thomas Aiken - Kiradech Aphibarnrat - Arjun Atwal - Scott Barr - Christiaan Basson - Dwayne Basson - Oliver Bekker - Gaganjeet Bhullar - Thomas Björn - Jacques Blaauw - Marcus Both - Cyril Bouniol - Sam Brazel - Merrick Bremner - Dean Burmester - Ryan Cairns - Johan Carlsson - SSP Chowrasia - Wallie Coetsee - George Coetzee - Javier Colomo - Andrew Curlewis - Adilson Da Silva - Louis De Jager - Carlos Del Moral - Andrew Dodt - Nick Dougherty - Easton - Pelle Edberg - Johan Edfors - Ben Evans - Matthew Fitzpatrick - Dylan Frittelli - Rahil Gangjee - Jordi García Pinto | - Estanislao Goya - Simon Griffith - Vaughn Groenewald - Adam Groom - John Hahn - Soren Hansen - Justin Harding - Scott Hend - Berry Henson - Jake Higginbottom - Nathan Holman - Keith Horne - Jean Hugo - Chien-yao Hung - Jazz Janewattananond - Lasse Jensen - Pariya Junhasavasdikul - Shiv Kapur - Rikard Karlberg - Masahiro Kawamura - Rashid Khan - Thanyakon Khronpha - Jason Knutzon - Jbe' Kruger - Joakim Lagergren - Richard T Lee - Thomas Levet - Steve Lewton - Chris Lloyd - Mikael Lundberg - Roberto Lupini - Paul Maddy - Mardan Mamat - Pablo Martin Benavides - Andrew McArthur - Richard McEvoy | - Ross McGowan - Prom Meesawat - Titch Moore - Garth Mulroy - Tom Murray - Madalitso Muthiya - Colin Nel - Shaun Norris - Thorbjorn Olesen - Pedro Oriol - Max Orrin - Hennie Otto - Chris Paisley - Jason Palmer - Unho Park - John Parry - Andrea Pavan - Mithun Perera - Derick Petersen - Paul Peterson - Chinnarat Phadungsil - Kevin Phelan - Carlos Pigem - Terry Pilkadaris - Panuphol Pittayarat - Haydn Porteous - Siddikur Rahman - Kalem Richardson - Bernd Ritthammer - Victor Riu - Eduardo de la Riva - Jake Roos - Lyle Rowe - Tyrone Ryan - Ricardo Santos - Neil Schietekat | - Jason Scrivener - Stuart J Smith - Ben Stow - Sattaya Supupramai - Alessandro Tadini - Namchok Tantipokhakul - Eddie Taylor - Toto Thimba Jr - Mark Tullo - Ulrich Van den Berg - Divan Van den Heever - Rourke Van der Spuy - Tjaart Van der Walt - Eric Van Rooyen - Danie Van Tonder - Alvaro Velasco - Borja Virto Astudillo - Justin Walters - Jeunghun Wang - Rattanon Wannasrichan - Lionel Weber - Thaworn Wiratchant - Daniel Woltman Amateurs - Ludovic Bax de Kaeting Invitaties - Tianlang Guan (Am) - Max Orrin - Kevin Whelan - Keith Walters - Nick Dougherty - Daniel Chopra - Thomas Levet - Ulrich Van den Berg |

## Trivia
De jongste deelnemer was de 16-jarige amateur Tianlang Guan.

Ludovic Bax de Kaeting was de eerste amateur uit Mauritië die aan een toernooi van de Europese Tour deelnam . Hij miste de cut.